# Гринявська сільська рада
| Гринявська сільська рада — орган місцевого самоврядування у Верховинському районі Івано-Франківської області з адміністративним центром у с. Гринява. Історична дата утворення: в 1940 році. 12 серпня 1952 р. Жаб'євський райвиконком ліквідував Пробійнівську сільраду з приєднанням її до Гринявської сільради. Водоймища на території, підпорядкованій даній раді: річка Білий Черемош. Сільській раді підпорядковані населені пункти: - с. Гринява - с. Біла Річка |

## Склад ради
Рада складається з 14 депутатів та голови.

### Керівний склад ради
| ПІБ                         | Основні відомості                                                                       | Дата обрання | Дата звільнення |
| --------------------------- | --------------------------------------------------------------------------------------- | ------------ | --------------- |
| Нисторук Микола Олексійович | Сільський голова, 1956 року народження, освіта, безпартійний                            | 26.03.2006   | 31.10.2010      |
| Дроняк Юрій Дмитрович       | Сільський голова, 1962 року народження, освіта середня спеціальна, член Партії регіонів | 31.10.2010   |                 |

Примітка: таблиця складена за даними джерела

## Населення
Згідно з переписом УРСР 1989 року чисельність наявного населення сільської ради становила 1801 особа, з яких 890 чоловіків та 911 жінок.
За переписом населення України 2001 року в сільській раді мешкало 1058 осіб.

### Мова
Розподіл населення за рідною мовою за даними перепису 2001 року:
| Мова       | Відсоток |
| ---------- | -------- |
| українська | 99,43 %  |
| російська  | 0,47 %   |